# 劉昉 (1949年)
劉昉（1949年7月28日—），祖籍河南安阳，生于台湾，台湾生物学者，任台北醫學大學癌症生物學及藥物研發研究所講座教授，2000年当选中央研究院第23屆生命科學組院士。2018年当选世界科學院結構細胞分子生物學門院士。

## 简历
1971年取得加州大學柏克萊分校生物化学博士学位。
2012年担任台北醫學大學癌症生物學與藥物研發博士學位學教授、副校長。

## 科研
主要貢獻為II型DNA拓撲異構酶的發現及其機制研究，提出並建立用於轉錄的DNA模板超螺旋的雙域模，及鑑定人類DNA拓撲異構酶作為癌症的治療靶標。